# Кабийе
Кабийе (Kabɩyɛ) — язык гур, на котором говорит народ кабийе, проживающий в Того. Язык распространён на большей части территории этой страны, а также в пограничных с Того районах Бенина (департамент Донга) и Ганы (Северная область). На кабийе разговаривает более 1 млн человек, из них 975 тыс. живёт в Того и 30 тыс. — в Бенине. Наряду с эве является одним из двух «национальных языков» Того. Используется в сфере образования, книгоиздания и СМИ.

## Письменность
Письменность для кабийе была создана в 1930-е годы. Основана на латинском алфавите. Действующие алфавит и орфография были официально приняты в 1980-е годы. Существует также альтернативная орфография, используемая кабийе-католиками.
| A | B | C | D | Ɖ | E | Ɛ | F | G | Gb | Ɣ | H | I | Ɩ | J | K | Kp | L | M | N | Ñ | Ŋ | O | Ɔ | P | R | S | T | U | Ʋ | V | W | Y | Z |
| a | b | c | d | ɖ | e | ɛ | f | g | gb | ɣ | h | i | ɩ | j | k | kp | l | m | n | ñ | ŋ | o | ɔ | p | r | s | t | u | ʋ | v | w | y | z |

Тоны на письме не обозначаются.

## Википедия на языке кабийе
Существует раздел Википедии на языке кабийе («Википедия на языке кабийе»). По состоянию на 20:48 (UTC) 16 июля 2025 года раздел содержит 1713 статей (общее число страниц — 3446); в нём зарегистрировано 5400 участников, один из них имеет статус администратора; 9 участников совершили какие-либо действия за последние 30 дней; общее число правок за время существования раздела составляет 18 532.